# 逝敖
逝敖（？—？），晋國大臣，荀氏。他的儿子荀林父在晋景公时为中军将，是中行氏的祖先，幼子荀首是知氏的祖先。